# 김주년
김주년(金州年, 1958년 1월 27일 ~ )은 대한민국의 제7·8·10대 전라북도 전주시의원이다.

## 학력
- 전주남국민학교 졸업
- 전주서중학교 졸업
- 완산고등학교 졸업
- 원광보건초급대학교 보건과학과 전문 학사 졸업
- 원광대학교 보건대학 보건학과 학사 졸업
- 한국방송통신대학교 행정학과 학사 졸업

### 비학위 수료
- 전주대학교 대학원 행정학과 행정학 석사 졸업
- 국민대학교 정치대학원 정치리더쉽정책학과 정치학 석사 수료

## 경력
- 양지초등학교 운영위원장
- 신성초등학교, 지곡초등학교 운영위원
- 장애인 손수레 봉사단 이사
- 전북 노인복지협의회 사무처장
- 평화2동 주민자치위원회 고문
- 평화2동 상가번영회 회원
- 생활안전협의회 회원
- 전북 장애인 복지문제 연구소 이사
- 2002.07 ~ 2006.06 제7대 전라북도 전주시의회 의원
- 2002.07 ~ 2004.07 제7대 전라북도 전주시의회 전반기 행정위원회 부위원장
- 2002.07 ~ 2004.07 제7대 전라북도 전주시의회 전반기 운영위원회 위원
- 2004.07 ~ 2006.06 제7대 전라북도 전주시의회 후반기 사회문화위원회 위원
- 2004.07 ~ 2006.06 제7대 전라북도 전주시의회 후반기 운영위원회 위원
- 2006.07 ~ 2010.06 제8대 전라북도 전주시의회 의원
- 2006.07 ~ 2008.07 제8대 전라북도 전주시의회 전반기 사회복지위원회 위원
- 2008.07 ~ 2010.06 제8대 전라북도 전주시의회 후반기 도시건설위원회 위원
- 2016.04 ~ 2017.05 제10대 전라북도 전주시의회 의원
- 2016.04 ~ 2016.07 제10대 전라북도 전주시의회 전반기 행정위원회 위원
- 2016.07 ~ 2017.05 제10대 전라북도 전주시의회 후반기 복지환경위원회 위원

## 공직선거법 위반
- 보궐선거로 당선된 김주년 전주시의원 낙마

## 역대 선거 결과
|  | 5.81% |

|  | 30.27% |

|  | 37.25% |

|  | 31.60% |

|  | 25.73% |

|  | 0% |

|  | 57.53% |

|  | 29.26% |